# 獨島
獨島（韩语：／ Dokdo */?），日本称为竹島（日语：／ Takeshima */?），美歐西方國家稱作利揚庫爾岩（或译为里昂科礁）。是位於日本海（朝鮮和韓國稱為東海）的兩個島嶼和礁岩群，座標为北纬37度15分、东经131度52分，目前由大韓民國實際控制，行政區劃設為大韓民國慶尚北道鬱陵郡鬱陵邑獨島里。朝鮮民主主義人民共和國（朝鮮放棄統一前）及日本亦主張擁有其主權，日本政府將獨島劃分到岛根县隐岐之岛町，但自1952年以來從未對其有過實效控制。虽然大韓民國和日本均宣称最早勘探该岛，但两国之間仍存在较大的領土爭議。該島面积0.186平方公里（18.6公頃），西北偏西88公里達韓國鬱陵島，西面217公里達韓國本土慶尚北道；東南158公里達日本隱岐之島。

## 名稱
大韓民國稱該島為“獨島”（독도/獨島），古稱為「于山島」和「石島」；日本稱該島為“竹島” （たけしま，Takeshima），古稱「松島」（まつしま，Matsushima）。
美歐西方國家稱該島為“利扬库尔岩”或“里昂科礁”（法語：Rochers de Liancourt），源於1849年時一艘差一點在此觸礁的法國籍捕鯨船，名為「利扬库尔」。
台灣國立編譯館於2010年5月24日舉行的「外國地名譯名審議委員會第10屆會議」，決議將此島的三種名稱並列於台灣、澎湖、金門和馬祖等地區所發行的各種教科書中。

### 同名另一韓國島嶼
日本稱該爭議島為竹島，但韓國亦有一島嶼稱作竹島，位於鬱陵島附近，離獨島不遠處。日方對其無領土要求。為與獨島區分，該島亦稱作「竹嶼」。
|          | 漢語       | 韓語      | 日語          | 英語            |
| -------- | ---------- | --------- | ------------- | --------------- |
| 本島嶼   | 獨島、竹島 | 독도/獨島 | 竹島/たけしま | Liancourt Rocks |
| 另一島嶼 | 竹嶼       | 죽도/竹島 | 竹嶼/ちくしょ | Jukdo           |

## 地理
本島由于山峰、大韩峰兩個小島及周圍數十塊礁石構成。因為險峻多石，面積狹小，所以該島自身並沒有经济价值可言，不過，周圍廣大的专属经济区的漁業權和海底資源（魚類和貝類、海藻類水産）十分豐富。
于山峰位於北緯37°14′12″、東經131°52′07″，面積有64,779平方米；大韩峰位於北緯37°14′19″、東經131°51′51″，面積有95,444.5平方米。它們距離鬱陵島的東南面約87.4千米。兩島中除了兩個主島以外，尚有37個小島，合計面積有15,907.5平方米。所有島嶼的面積合共為186,121平方米。
韓國將該島劃為獨島天然保護區域，規定為天然記念物第336號。目前，大韓民國政府將進一步把獨島劃設為全韓國第一座國家地質公園。

### 生物
目前已经发现49种植物、107种鸟类、93种昆虫生活在独岛上。另外独岛周边海域已发现160种海洋植物和368种无脊椎动物。
此外，独岛上有每日1,100至1,200升的淡水资源。但由于岛上的泉水受到海鸟粪的污染，岛上建立了海水淡化厂。大韓民國國土海洋部長官鄭鍾煥2008年7月14日表示，將推行獨島永續發展計畫，於2008年底前設立獨島管理辦公室，並且重新引進滅絕的日本海獅。

## 人口
1965年3月，韩国一名名為崔鈡德的鬱陵島公民开始在独岛定居。目前独岛有兩名常驻居民即金成道夫婦。除普通居民外韩国在独岛派駐37名韓國海洋警察廳的海警、3名渔政管理人员和3名灯塔看护员。经大韩民国政府批准后，游客可以乘坐每日通往独岛的渡轮到独岛旅游。韩国目前准许每次最多70人登岛。在独岛上可以看到鬱陵島的壮观海岸线。

## 主权争议
独岛为日本海（韩/朝称“东海”）的一个岛屿，韩国将独岛规划为慶尚北道鬱陵郡鬱陵邑獨島里，目前實際控制獨島；而日本及朝鲜也宣称对其拥有主权，日本將其編入岛根县隐岐之岛町。
- 大韩民国政府主張在韩国官方文献中多处出现独岛的相关记录，如《世宗实录ㆍ地理志》（1454年）、《新增东国與地胜览》（1531年）、《东国文献备考》（1770年）、《万机要览》（1808年）等記載了于山島的存在，证明自古以来独岛即被韩国视为本国领土并管辖。1900年，大韓帝國發佈《敕令第41号》，将「郁陵全岛、竹岛、石岛（独岛）」視為郁岛郡管辖区域的一部分对其行使主权。而1905年日本的《岛根县告示第40号》只属于「日本分阶段剥夺韩国主权行径的一环非法行为，该告示毫无国际法效力。」1946年，《聯合國盟軍最高司令部訓令第677號》第三条规定“郁陵岛、独岛、济州岛不属于日本领土”。韓方認為舊金山和平條約条款「虽未明确提及独岛，但并不意味着从日本划出的韩国领土不包括独岛。」大韓民國政府的基本見解為「独岛基于历史、地理和国际法都无疑是韩国的固有领土。独岛不存在领土纠纷，更不能被纳入外交谈判或试图以司法手段来解决。韩国政府坚定不移地行使独岛的领土主权。目前，韩国政府坚决和严正应对任何关于独岛的挑衅行为，今后也将一如既往地捍卫独岛的领土主权。」[11]大韓民國政府至今拒絕國際法庭仲裁，批評日本政府「分明是假借司法程序再次做出的虚伪尝试。韩国拥有独岛的领土主权，完全没有必要在国际法院证明此权利。」[12]
- 日本政府主張在江戶時代已有渡海漁民將竹島視為前往鬱陵島捕獵海獅的渡海中途站，並將其標記在航線上進行開發，日本最晚至17世紀中葉已經確立對竹島的領有權[13]；而韓方雖然主張韓國的古代地圖以及古代文獻中記載的“于山島”就是現在的竹島，但是該主張並無依據[14]。1900年代初期，海獅捕獵處於過度競爭的狀態。明治政府為穩定捕獵活動，在1905年1月於內閣會議決定將獨島作為無主地編入島根縣隱岐島司，並開始進行了有效管理[15]。1946年，《聯合國盟軍最高司令部訓令第677號》雖點名了竹島不屬於日本領土，但訓令第6條也明確指明「指令不得解釋爲聯合國有關《波茨坦宣言》的第8款中記述的各小島的最終決定的政策。」1951年9月8日，日本簽署舊金山和平條約時，時任美國助理國務卿迪安·腊斯克調查後認為竹島主權屬於日本[13][16]。1952年1月，南韓總統李承晚設定「李承晚線」，將獨島吞併，此後出現了在該處海域捕撈的日本漁船被南韓扣押的事件，並造成日本人死傷。日本政府的基本見解為「無論是依據歷史事實還是依據國際法，竹島都明確屬於日本固有的領土。韓國占領竹島的行爲在國際法上是毫無根據的非法占領，而韓方也從來沒有提出過在日本實行有效統治及確立領有權之前對竹島曾進行有效統治的明確依據。」[14]
- 朝鲜民主主义人民共和国政府主張獨島是5至6世紀前由朝鮮祖先發現並開發的，「不管從歷史或從國際法上來看，獨島是世界公認的朝鮮固有領土」、「日本的地理書和地圖也證實，獨島是一直隸屬朝鮮、由朝鮮代代管理的領土」[17]；而日本堅持對獨島的主權，則是「覬覦朝鮮的神聖領土，並企圖以此為藉口再次發動侵略朝鮮的戰爭。」[18]

## 郵票

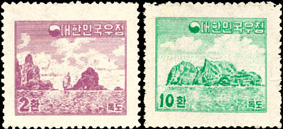
1954年韩国发行的独岛邮票

1953年9月15日大韓民國推出3種以獨島為主題的郵票，並售出總數3,000萬枚：2圓及5圓的各有500萬枚，而10圓的售出了2,000萬枚。不過日本方面拒絕派遞使用這些獨島郵票的郵件。韓國後來亦曾三度發行其他新款式的獨島郵票：一次在2002年，另外兩次在2004年。2004年6月，朝鮮亦發行了獨島郵票。這張獨島郵票與其他以位於朝鮮的島嶼風光作題材的郵票合組成一組發售。

## 地圖

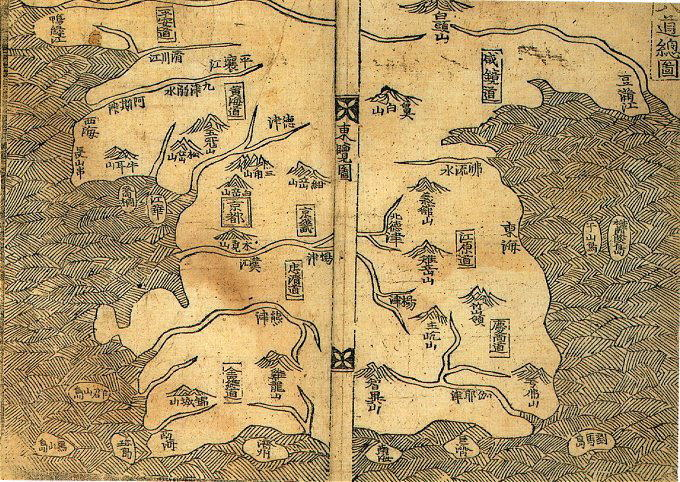
官撰《新增東國輿地勝覽》朝鮮八道總圖 (1530, 朝鮮):于山島在鬱陵島西面被畫
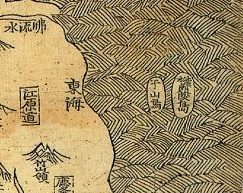
《新增東國輿地勝覽》朝鮮八道總圖:拡大圖. 左为于山, 右为鬱陵島
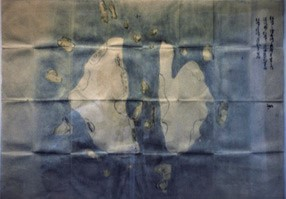
《松嶋絵圖》(1656, 日本):最古老的地圖
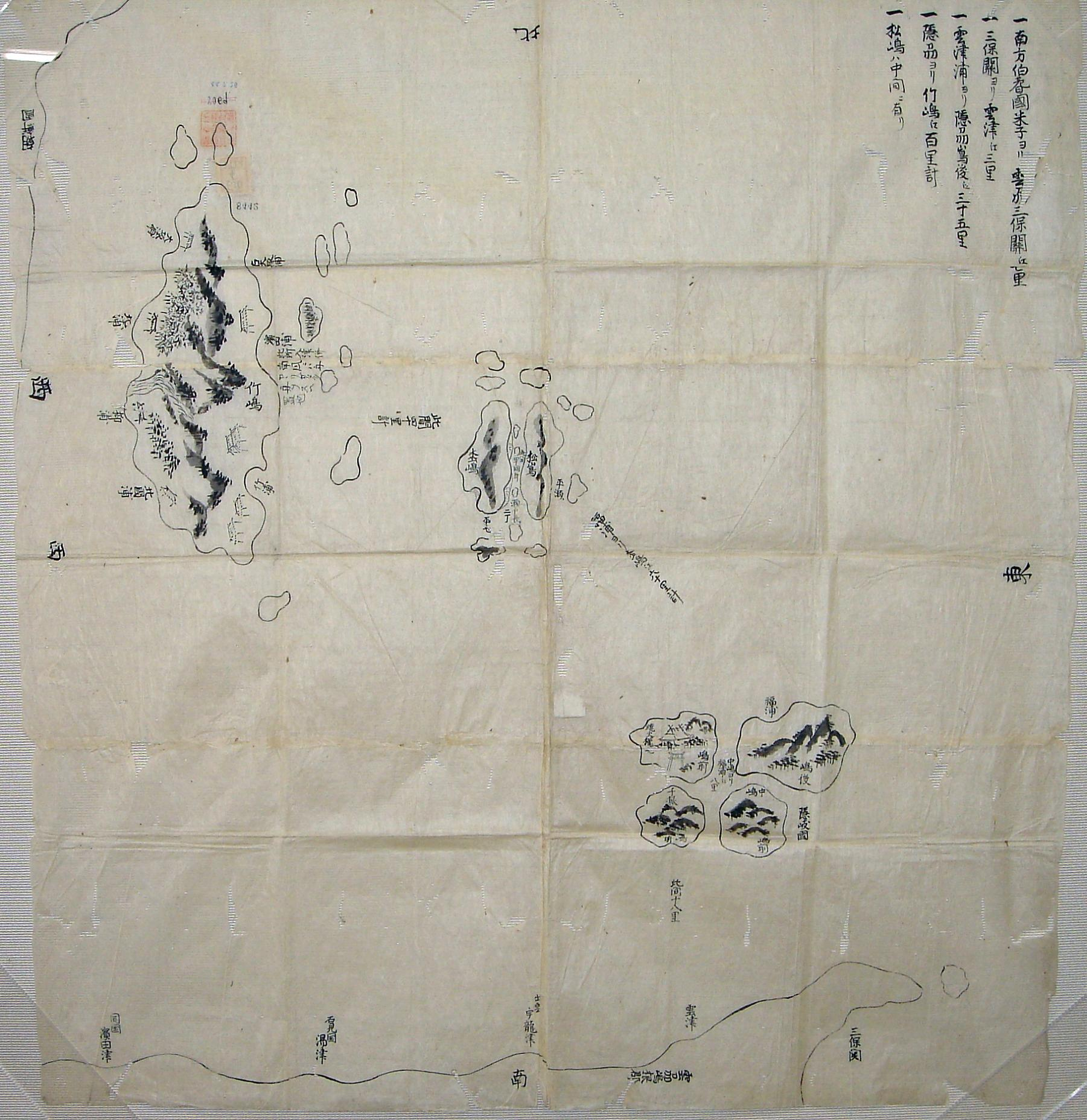
日本鳥取藩製作《竹嶋之圖》(1724, 日本):右下为日本隐岐群岛, 中央为獨島, 上为鬱陵島
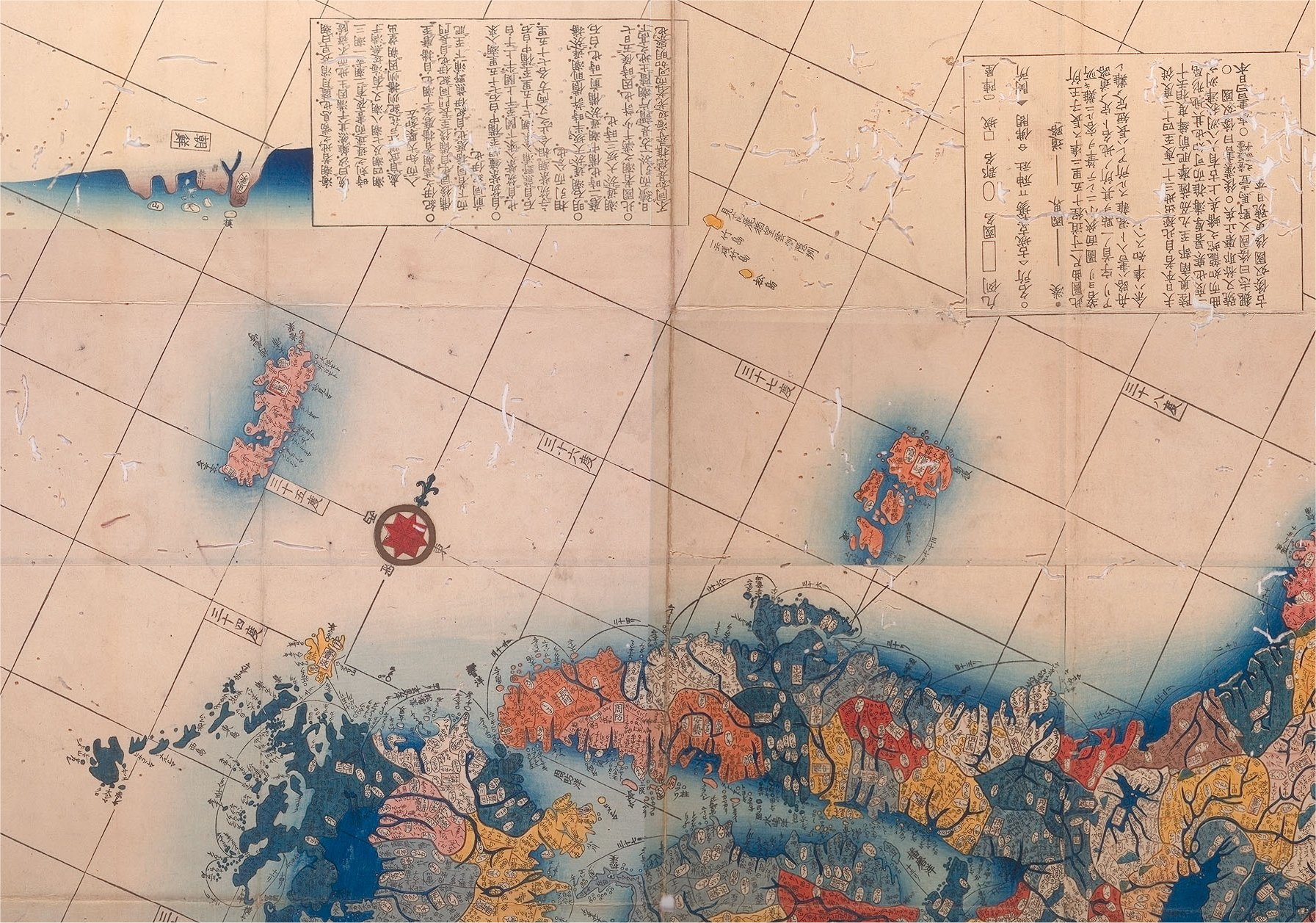
長久保赤水《改正日本輿地路程全圖》(1775, 日本)
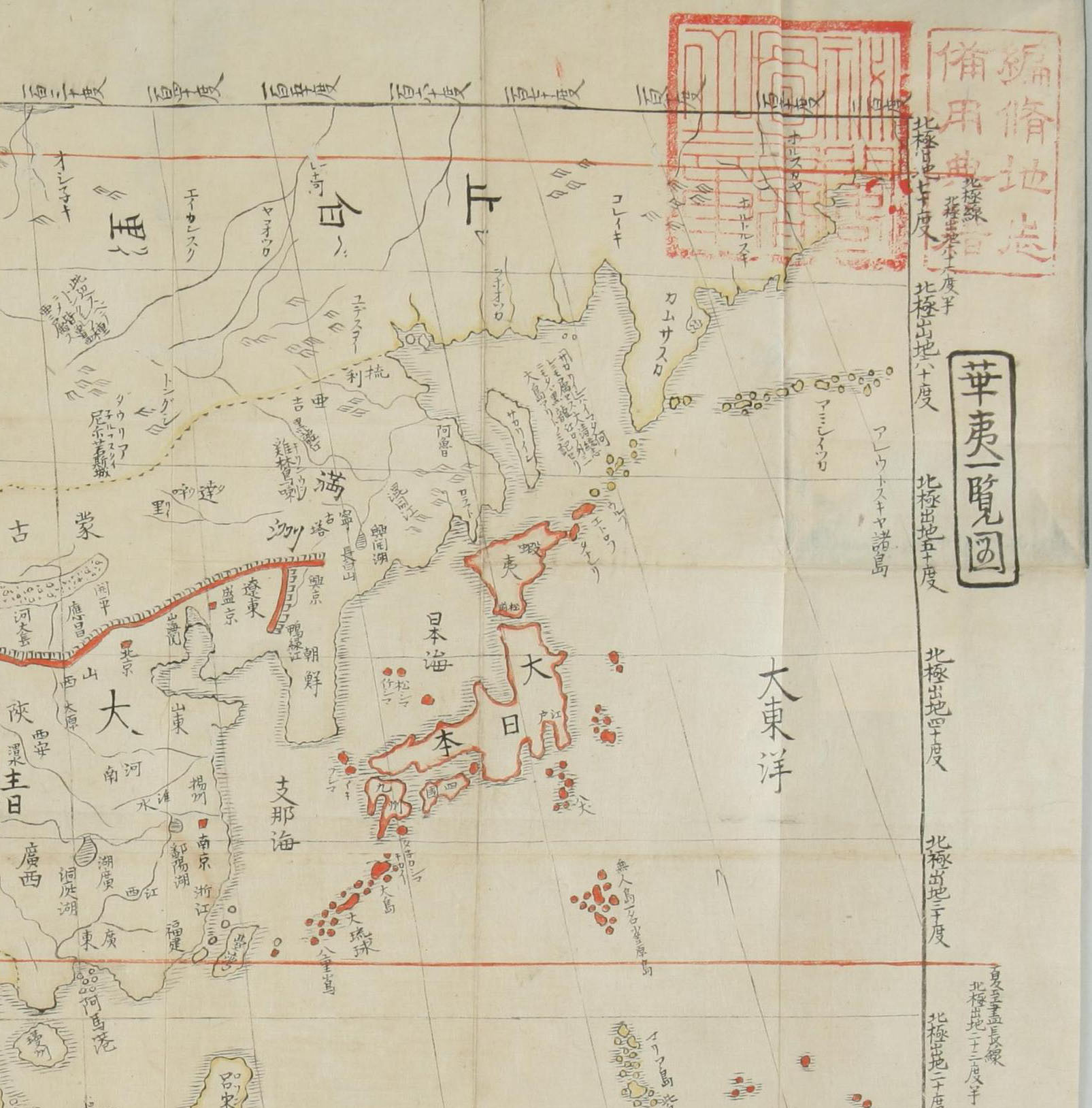
木村蒹葭堂《華夷一覧圖》(1790, 日本)
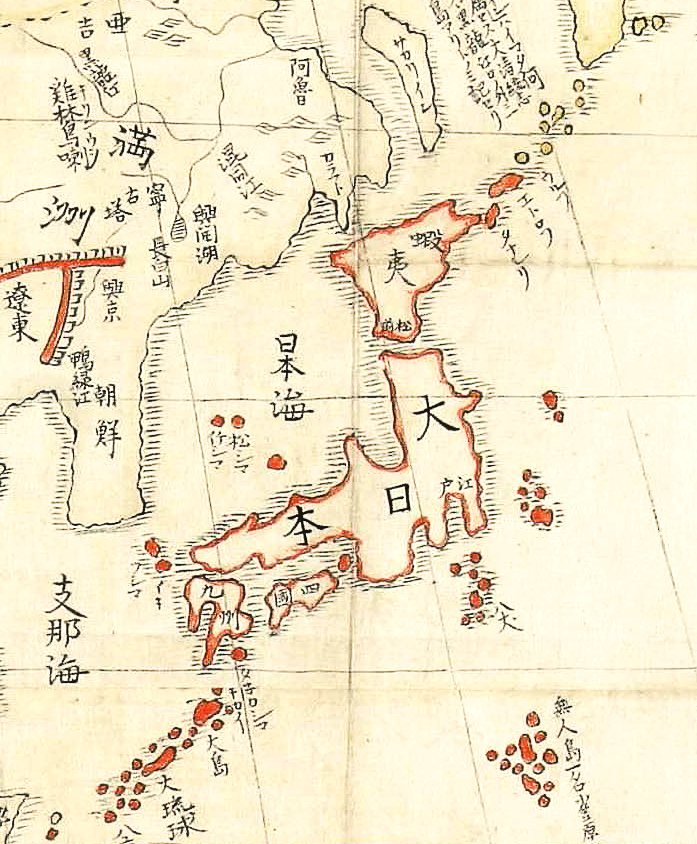
山村才助《華夷一覧圖》(1804, 日本)
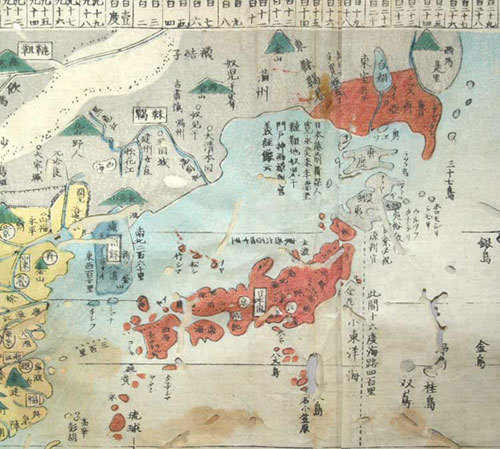
赤水原画《亜細亜小東洋圖》(1857, 日本)
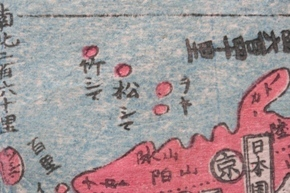
《亜細亜小東洋圖》:拡大圖(1857, 日本)
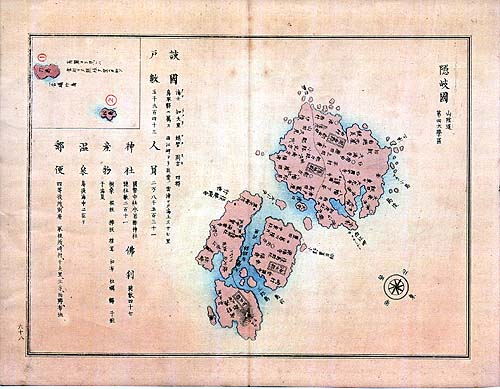
《大日本国郡全圖》隠岐(1875, 日本):左上獨島被畫
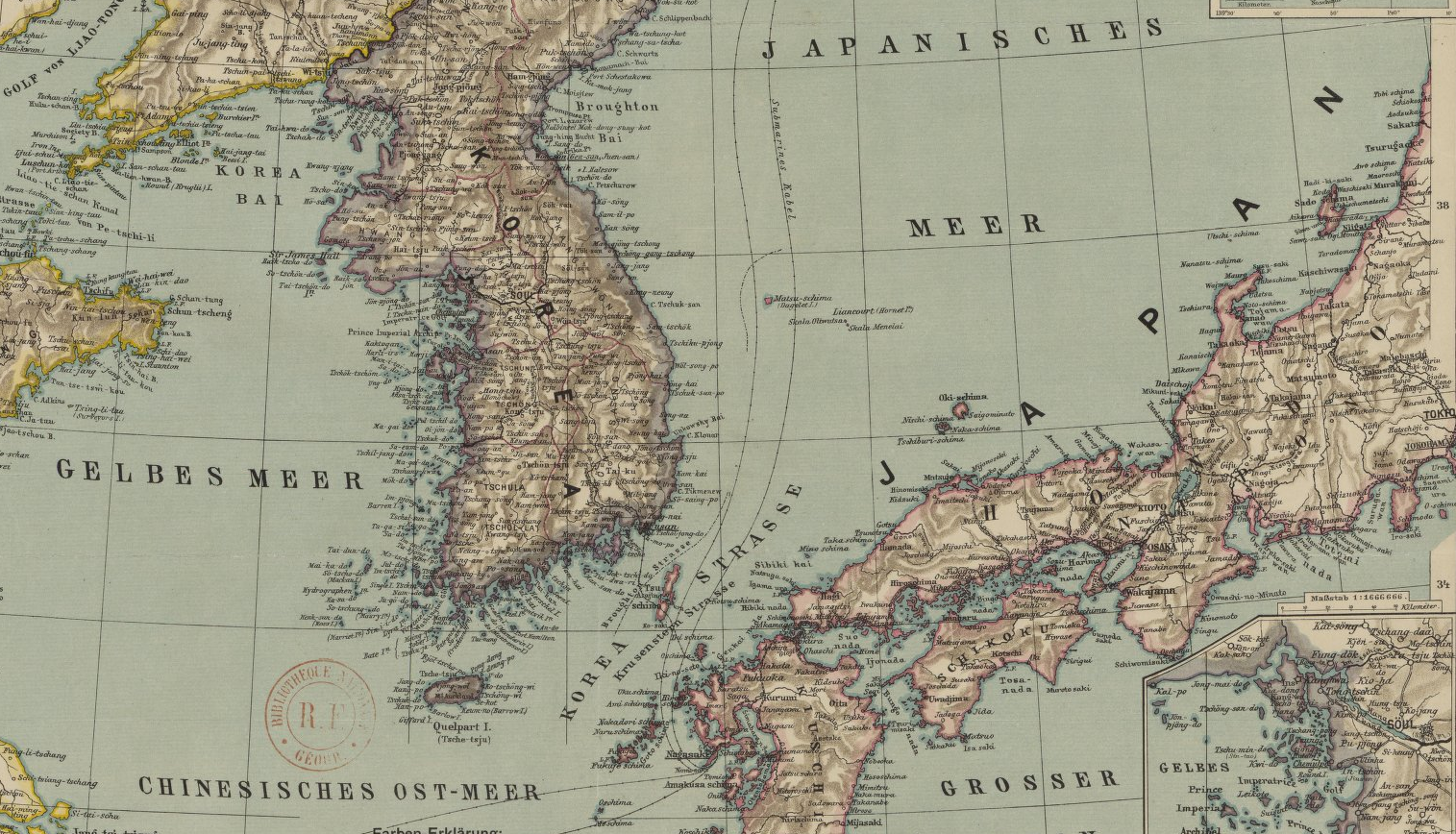
《Neue Special-Karte von Korea, Nord-Ost China und Süd Japan》(1894, 德国)
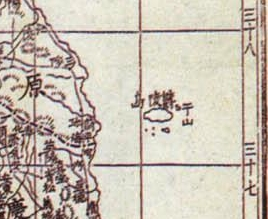
《大韓地誌》大韓全圖(部分) (1899, 大韓帝國)：于山在近接鬱陵島

## 參閱
- 独岛主权争议
- 韩国旅游
- 竹島之日